# Kirby : Au fil de l'aventure
Kirby : Au fil de l'aventure (毛糸のカービィ, Keito no Kābī, ou Kirby's Epic Yarn en Amérique du Nord) est un jeu vidéo de plates-formes de la série Kirby développé par Good-Feel et édité par Nintendo, sorti sur Wii en 2010 au Japon et en Amérique du Nord puis en 2011 en Europe. Il s'agit du premier jeu de plates-formes de Kirby sur Wii.
Il est annoncé à l'E3 2010 lors de la conférence Nintendo.
Un portage sur Nintendo 3DS intitulé Kirby: Au fil de la grande aventure est sorti en 2019.

## Synopsis
Un jour, Kirby marche et voit une tomate au sommet d'un buisson. Il décide de l'aspirer, mais en l'aspirant, il fait sortir du buisson un sorcier en fil de laine appelé Maillalenvers (Yin-Yarn). Ce dernier, fâché que Kirby ait avalé sa Métamate magique, le transforme en fil de laine et l'envoie au Pays de la courtepointe (Patch-Land). Arrivé là-bas, Kirby voit le prince du Pays se faire poursuivre par un monstre. Kirby essaie d'aspirer le monstre, mais l'air passe à travers puisqu'il est en laine. Il se transforme en automobile et sauve le prince. Le prince lui raconte que Maillalenvers a séparé son royaume en sept parties. Kirby décide donc de l'aider à reformer son royaume et à se débarrasser de Maillalenvers qui est en train d'essayer de mettre Dream Land sous son contrôle en envoyant le Roi Dadidou et Meta Knight au pays de la courtepointe.
Dans le monde de Courtepointe, Kirby peut se transformer en tout ce qu'il désire : voiture, enclume, tank, planche de surf, camion de pompier, sous-marin, soucoupe volante et même en dauphin et en 4x4 tout terrain.

## Personnages principaux
- Kirby : C'est le héros qu'incarne le joueur 1. Dans le pays de la Courtepointe il peut se transformer en voiture, enclume, tank, planche de surf, camion de pompier, sous-marin, soucoupe volante et même en dauphin et en 4x4 tout terrain. Certaine transformations fusionnent Kirby et le Prince PonPon.

- Prince PonPon : Il est le Prince du Pays de la Courtepointe. Il a les mêmes pouvoirs que Kirby et peut fusionner avec lui dans certaines transformations

- Roi Dadidou : Il est le Roi de Dream Land. Il se fait capturer et manipuler par Maillalenvers pour devenir un boss de la Contrée Blanche.

- Meta Knight : Meta Knight se fait capturer par Mallalevers qui le manipule et devient le boss de la Contrée Spatiale.

- Sorcier Maillalenvers : Il est un sorcier fait de fil et veut contrôler Dream Land. Il manipule le Roi Dadidou et Meta Knight. Il est le boss de Dream Land.

## Système de jeu

### Mondes et boss
- Pré-monde (village feutré) avec le château du prince PonPon, l'accès à Dream Land si on a vaincu Meta-Knight, des boutiques de meubles et tissus et un immeuble pour les amis de Kirby (quand on aménage les pièces avec les bons meubles). Quand un ami ou locataire s'installe, Kirby peut jouer à des mini-jeux :
- Avec Cachel : Kirby doit trouver ses 5 amis avant le temps imparti ;
- Avec Perlanne : Kirby doit ramasser le nombre de perles indiquées avant le temps imparti ;
- Avec Coquette : Kirby doit amener Coquette transformée en balle vers un trône avant le temps imparti ;
- Avec Costo : Kirby doit se battre contre un certain nombre d'ennemis avant le temps imparti ;
- Avec Vi Viane : Kirby doit la battre à la course[3].

- Monde 1 (Contrée Verte) : un monde simple, très richement et très naturellement décoré par la végétation. Le boss est un dragon vert colossal nommé Dragrognon, et si le joueur ramasse suffisamment de perles, il a accès à deux stages supplémentaires.

- Monde 2 (Contrée du Feu) : un monde avec un désert et un environnement volcanique avec beaucoup de lave. Le boss est un phénix de sexe féminin nommé Flamenko.

- Monde 3 (Contrée Plaisir) : un endroit qui regorge d'instruments de musique et de sucreries en guise de plates-formes. Le boss est un magicien à tête de citrouille nommé Ecrapule.

- Monde 4  (Contrée Océane) : un monde maritime, dont certains niveaux sont totalement immergés. Le boss est un calamar géant d'abord blanc puis rouge nommé Octonnet.

- Monde 5 (Contrée Blanche) : un milieu polaire où la neige tombe constamment par petits flocons. Le boss est le roi Dadidou transformé en pantin.

- Monde 6 (Contrée Spatiale) : un endroit proche de l'espace et du ciel. Le boss est Meta Knight, pour la première fois manipulé par un esprit (en l'occurrence Maillalenvers).

- Monde 7 : (Dream Land) : le pays de Kirby, avec la forêt de l'arbre Whispy Woods, une tour tempétueuse et le château du Roi Dadidou. Le boss est Maillalenvers, affronté sous sa forme normale puis sous forme d'un robot de combat géant nommé Mecha Maillalenvers.